# Iro Haarla
Iro Haarla est une compositrice, harpiste et pianiste finlandaise née le 7 novembre 1956.

## Biographie
1974-1979 : Études à l'Académie Sibelius de Helsinki.
- Programme pour solistes avec Izumi Tateno et Heikki Sarmanto
- Programme pour arrangement avec Kari Tikka, Kaj Backlund et Eero Koivistoinen
- Programme pour la composition avec Einar Englund.

De 1986 à 1999, elle fut connue pour ses arrangements de la musique de son mari, le musicien de Jazz Edward Vesala et comme membre du groupe Edward Vesala Sound & Fury.
Elle rencontra Vesala en 1978 et suspendit sa carrière de compositeur et de pianiste de concert pour l'aider à réaliser ses rêves musicaux.
Pour adapter les idées de Vesala, Iro a appris à maîtriser la harpe, le koto, le synthétiseur, l'accordéon, etc.

## Prix et nominations
- 2005, EMMA, pour le meilleur enregistrement de jazz (ÄKT),
- 2006, Yrjö-award de la Federation Finlandaise de Jazz,
- 2006, Nomination au Teosto award,
- 2007, Nomination au European Jazz Price.

## Discographie
Iro a participé à de très nombreux enregistrements.

### Titres en groupe
Ses principaux disques avec Edward Vesala et avec le groupe Sound & Fury,
- 1986 Lumi (ECM Records),
- 1989 Ode to the Death of Jazz (ECM Records),
- 1991 Invisible Storm (ECM Records),
- 1994 Nordic Gallery (ECM Records).

### Titres en nom propre
- 1999 Yarra, Yarra, première version avec son mari décédé la même année.
- 2001 Yarra Yarra, Iro Haarla-Pepa Päivinen en Duo (November Music Ltd, London)
- 2003 The Heart of a bird, Ulf Krokfors-Iro Haarla en Duo (TUM Records)
- 2005 Penguin Beguine (Emmy Award), Ulf Krokfors- Iro Haarla (TUM-Records)
- 2005 Northbound, Iro Haarla quintet (ECM Records)
- 2007 The Sky is ruby, Raoul Björkenheim&UMO, Juhani Aaltonen & Iro Haarla (TUM-Records)
- 2011 Vespers, Iro Haarla quintet (ECM Records)